# Gorgonops kaiseri
A Gorgonops kaiseri az emlősszerűek (Synapsida) osztályának a Therapsida rendjébe, ezen belül a Gorgonopsidae családjába tartozó faj.

## Tudnivalók
A Gorgonops kaiseri egy nagy, 35 centiméter hosszú koponyájú állat lehetett. A koponya elülső része keskenyebb volt, mint a többi fajnál, orra pedig magasan ült. Az állatot a Felső Tapinocephalus kőzetben találták meg, ez része a Pristerognathus rétegnek, így ez a faj ősibb, mint a nem többi tagja. Leírói, Broili és Schroeder, 1934-ben, Pachyrhinos kaiserinek is nevezik.